# Saint-Gilles-Pligeaux
Saint-Gilles-Pligeaux (tiếng Breton: Sant-Jili-Plijo) là một xã của tỉnh Côtes-d’Armor, thuộc vùng Bretagne, tây bắc Pháp.

## Dân số
Người dân ở Saint-Gilles-Pligeaux được gọi là Saint-Gillois.